# Mario Mazzuca
(lettera al nipote Gian Piero, 1982)
Mario Mazzuca (Napoli, 13 ottobre 1910 – Roma, 3 ottobre 1983) è stato un rugbista a 15 e dirigente sportivo italiano.

## Attività sportiva
A Napoli praticò in gioventù, affiancandole agli studi superiori e successivamente a quelli universitari in giurisprudenza, diverse discipline sportive, tra le quali atletica leggera, ciclismo, nuoto, tuffi, nonché canottaggio e rugby, essendo tra i primi a praticare questo sport ai suoi albori in Italia sin dal 1928 nel GUF Napoli.
Avendo la passione del volo ha poi conseguito il brevetto aeronautico civile nel 1939.

## Periodo napoletano
Nel Capoluogo campano è vissuto esercitando l'avvocatura nello studio con il padre Giacinto (allievo del Presidente Enrico De Nicola e presso cui esercitava anche il futuro Presidente Giovanni Leone), contemporaneamente impegnandosi a livello volontario per la ricostruzione dell'attività sportiva. Nell'anteguerra aveva diretto i settori dello sport giovanile ed universitario ed aveva presieduto importanti società sportive partenopee. Presidente del RYC Canottieri Savoia di Napoli, (una delle principali società italiane di vela e di canottaggio, già sfidante di America's Cup con Mascalzone Latino), ha inoltre ricoperto la carica di Vice Presidente della gloriosa società sportiva Virtus Partenopea. Nel più acuto periodo di crisi dello sport italiano, e cioè nell'immediato dopoguerra, ricoprì la carica di vice presidente del Comitato Provinciale di Napoli (46-53). In tale periodo ideò, fondò e organizzò - con l'Ing. Marcello Rodinò, allora amministratore delegato della SME - l'Associazione Polisportiva Partenope tra le società napoletane del gruppo IRI.

## Periodo romano
Nel 1953 fu chiamato nella Capitale dal Comitato olimpico nazionale italiano, di cui era vice delegato a Napoli, ove fu assunto e sviluppò la sua carriera di dirigente. Nel 1960 era diventato capo servizio e successivamente, fino al 1975, aveva diretto il delicato Servizio Organizzazione Periferica. Ha presieduto numerosi congressi ed assemblee di varie Federazioni sportive ed ha inaugurato, in rappresentanza del CONI, centinaia di impianti sportivi (stadi, piscine, palestre, campi scuola etc.) nelle principali città dove, con circostanziati ed apprezzati discorsi davanti ai cittadini, nonché ad autorità locali e nazionali, sollecitava l'impegno soprattutto dei giovani in attività sportive, sottolineandone sempre l'alto valore formativo.
Dal dopoguerra ha fatto parte del ristretto gruppo di grandi dirigenti CONI (Giulio Onesti, Bruno Zauli, Mario Saini, Marcello Garroni, Luigi Chamblant) che ha pensato ed organizzato le indimenticabili Olimpiadi di Roma del 1960 ed ideato i Giochi della Gioventù nel '68. Per ben cinque volte ha guidato, quale Capo Missione, la squadra italiana ai Giochi del Mediterraneo di Barcellona (55), Beirut (59), nella sua Napoli (63), Tunisi (67) e Smirne (71). Per l'apprezzamento internazionale di cui godeva fu ospite d'onore ai Giochi di Algeri (75).

## Attività nel rugby

Francobollo che commemora Mario Mazzuca nel centenario della nascita

Mario Mazzuca dal 1966 ha fatto parte, in rappresentanza dell'Italia, della FIRA (Fédération Internationale de Rugby Amateur), è stato fondatore e primo Presidente del CIAR, Club Italia Amatori Rugby, disciplina alla quale ha dedicato oltre 50 anni di attività, prima come atleta, arbitro e poi come dirigente nazionale ed internazionale. Per molti anni Vice Presidente, nel 1973 è stato Commissario Straordinario della Federazione Italiana Rugby su nomina della Giunta Esecutiva del CONI, impegnandosi in situazioni di precarietà, tanto da essere considerato Benemerito del rugby e da ricevere l'Ovale d'Oro con Fronda. È nel ristrettissimo elenco dei Pionieri del rugby italiano.

## Biografia
Nato a Napoli da casata originaria della provincia di Cosenza (Arbëreshë) e di antica provenienza coronea. Dimostrando elevate capacità manageriali, organizzative e relazionali ha fortemente contribuito allo sviluppo del rugby ed alla ricostruzione dello sport italiano dopo la seconda guerra mondiale. Divisosi negli ultimi anni tra il mare di Ostuni e Roma, è deceduto nella Capitale il 3 ottobre 1983, vicino alla moglie Gabriella Ricciardi, ai figli Giacinto e Carla Mazzuca Poggiolini ed al nipote Gian Piero Ventura Mazzuca, tre anni dopo essere stato decorato dal CONI con il massimo riconoscimento la Stella d'oro al Merito Sportivo.

## Curiosità
A pochi mesi dal suo pensionamento, giunse ad essere unico candidato alla Segreteria Generale del CONI, incarico al quale volontariamente rinunciò per forte senso di responsabilità nei confronti dello sport azzurro in quanto, secondo le sue stesse parole, "il CONI e tutto lo sport italiano si troverebbero in difficoltà essendo il loro massimo dirigente obbiettivamente poco incisivo perché prossimo alla pensione...".
Sua figlia Carla Mazzuca è stata presidente del Comitato Interparlamentare per riportare le Olimpiadi a Roma nel 2004.
Nipote di Cesare de Sterlich e lontano cugino del pilota Diego de Sterlich, fondatore della Maserati.

## Riconoscimenti
- Nel 2007 il Comune di Roma gli intitolò un largo nel piazzale antistante lo stadio Flaminio[7] prima dell'incontro di 6 Nazioni Italia-Francia: "Largo Mario Mazzuca – Avvocato - Pioniere del Rugby".
- Nel 2010 lo Stato Italiano ha emesso un francobollo commemorativo per il centenario della sua nascita[8] ed il cui Bollettino Ufficiale è firmato dal suo stretto collaboratore Mario Pescante.
- Nel 2019 il Comune di Ostuni gli intitola una strada, ovvero "Viale Mario Mazzuca – Stella d'Oro al Merito Sportivo", in Contrada Monticelli.[9]